# フランシス・ウェナム

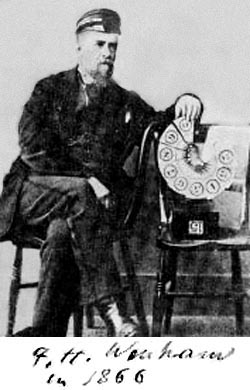
F.H. Wenham in 1866

フランシス・ウェナム（Francis Herbert Wenham、1824年 – 1908年）は、イギリスの船舶技術者である。有人飛行に関する先駆的な論文を1866年の最初の王立航空協会で発表した。
ケンジントンに軍医の息子として生まれた。船舶用エンジン、船のスクリューやエンジン、高圧ボイラーの設計の仕事で働いた。顕微鏡の改良の研究も行った。航空の研究は余暇に行われた。
1866年の王立航空協会で発表された論文、"Aerial Locomotion"で示されたグライダーの構想図は、翼面積と構造の強さの面から複葉機の利点を示し、操縦者は腹ばいで搭乗するメリットを示したもので、王立航空協会の会誌に掲載され、1890年代にオクターブ・シャヌートの"Progress In Flying Machines"などに転載されて、ライト兄弟などに影響を与えた。ウェナムは1858年に多葉のグライダーを作ってテストしたが、強風にあおられて飛行することはできなかった。1866年に多葉機の特許を得た。
1871年にウェナムとジョン・ブラウニングは世界最初の風洞を作り、模型実験して翼のアスペクト比が大きいほうが、抗力と揚力の比が優れていることを見出した。

## 参考・外部リンク
1. ↑  Francis Herbert Wenham の記事
2. ↑  航空史家のCarroll Grayは、ライト兄弟のグライダーの特徴がウェナムの提案したグライダーのいくつかの特徴をもつことやウェナムの論文が 1895年の "航空年報"に収録され、1899年にスミソニアン協会が、ウィルバー・ライトに推薦していることを指摘している。